# Sfera unitaria
In matematica, una sfera unitaria è l'insieme dei punti che distano 1 da un punto detto centro. Una palla è la regione racchiusa dalla sfera unitaria. Questa nozione è usata nello spazio euclideo e più in generale in qualsiasi spazio metrico.
In uno spazio euclideo, "la" sfera unitaria e "la" palla unitaria sono quelle aventi come centro l'origine. Ogni altra sfera può essere trasformata in una sfera unitaria con una combinazione di traslazioni e omotetie. In questo modo molte proprietà di una sfera possono essere studiate (senza perdita di generalità) su una sfera unitaria.

## Sfera unitaria nello spazio euclideo
Nello spazio euclideo con n dimensioni, la sfera unitaria è l'insieme di tutti i punti {\displaystyle x_{1},\cdots ,x_{n}} che soddisfano l'equazione
{\displaystyle x_{1}^{2}+x_{2}^{2}+\cdots +x_{n}^{2}=1}
e la palla racchiusa è l'insieme dei punti che soddisfa la disuguaglianza
{\displaystyle x_{1}^{2}+x_{2}^{2}+\cdots +x_{n}^{2}\leq 1.}

### Formule generali per l'area e il volume
Il volume di una palla unitaria n-dimensionale nello spazio euclideo, e l'area della superficie della sfera unitaria, appaiono in molte formule importanti dell'analisi matematica. L'area della superficie della sfera in n dimensioni, spesso denotata in letteratura con {\displaystyle \omega _{n}}, può essere espressa con l'uso della funzione gamma:
{\displaystyle \omega _{n}={\frac {2\pi ^{n/2}}{\Gamma (n/2)}}}.
Il volume della palla unitaria è {\displaystyle \omega _{n}/n}.

## Palle unitarie in spazi vettoriali normati

Sfere unitarie sul piano associate a diverse norme

Più precisamente, la palla unitaria aperta in uno spazio normato {\displaystyle V}, con la norma {\displaystyle \|\cdot \|}, è
{\displaystyle \{x\in V:\|x\|<1\}}.
essa è l'interno della palla unitaria chiusa di (V,||·||),
{\displaystyle \{x\in V:\|x\|\leq 1\}}.
L'ultima è l'unione disgiunta dei precedenti e del loro bordo comune, la sfera unitaria di 
(V,||·||),
{\displaystyle \{x\in V:\|x\|=1\}}.
La forma della palla unitaria è interamente dipendente dalla scelta della norma; potrebbe avere 'spigoli', e per esempio assomigliare a [−1,1]n, nel caso della norma l∞ in Rn. La palla rotonda si ottiene nello spazio euclideo dotato della norma usuale; la sua frontiera è quella che comunemente si indica con sfera unitaria. Le immagini seguenti rappresentano la sfera unitaria per alcuni spazi {\displaystyle \ell ^{p}} bidimensionali per diversi valori di p (la palla unitaria è concava per p < 1 e convessa per p ≥ 1): 

Questo chiarisce il perché la condizione p ≥ 1 sia necessaria nella definizione della norma {\displaystyle \ell ^{p}}: la palla unitaria in un generico spazio normato deve essere convessa come diretta conseguenza della disuguaglianza triangolare.

## Generalizzazione agli spazi metrici
Tutte e tre le definizioni sopra possono essere semplicemente generalizzate agli spazi metrici, con la scelta di un'origine. Tuttavia, considerazioni topologiche (punti interni, chiusara, bordo) non si applicano necessariamente nella stessa maniera (per esempio negli spazi ultrametrici, tutte e tre sono simultaneamente insiemi aperti e chiusi), e la sfera unitaria potrebbe essere vuota in alcuni spazi metrici.